# Вольфенгаген, Вячеслав Эрнстович
Вячеслав Эрнстович Вольфенгаген (30 марта 1948, Москва) — доктор технических наук, профессор, российский математик и инженер.
Основными предметами исследования являются: компьютерные науки, математика и математическая логика и направляются на установление фундаментальных понятий, которые адресуются к моделям и теории вычислений.

## Обучение и студенческие публикации
В 1973 году окончил Московский инженерно-физический институт (с 2009 года — Национальный исследовательский ядерный университет «МИФИ»).
В 1970-80-е годы, совместно с коллегами, написал серию книг, о состоянии теории компьютерных наук и компьютинга. Книги серии «Компьютерные науки и информационные технологии» излагают разделы компьютерных наук на основе теории аппликативных вычислительных систем, λ-исчисления и комбинаторной логики. На применяемый подход оказала влияние математическая школа Х. Карри — Д. Скотт, Р. Хиндли, Дж. Селдин, Х. Барендрегт, П.-Л. Курьен.
В 1977 г. стал Вольфенгаген кандидатом технических наук, тема диссертации «Теоретические и инженерные методы проектирования реляционных банков информации в АСУ», а в 1990 г. — доктором технических наук, тема диссертации «Концептуальный метод проектирования банков данных».

## Научные достижения
Основным объектом изучения В. Э. Вольфенгагена являются новейшие достижения в области компьютерных наук и информационных технологий. В 1970-е годы, применив метод погруженных вычислительных систем, он, вместе с коллегами и учениками, организовал разработку прототипной реляционной СУБД, интегрированной с аппликативной средой вычислений. В сотрудничестве с коллегами написал работы по теории реляционных систем и теории систем концептуального моделирования. Получил результаты и опубликовал работы по аппликативным вычислениям, теории вычислений, моделям вычислений, логике, комбинаторной логике, исчислению λ-конверсий, моделям данных, категориальной абстрактной машине, семантическим сетям, семантике языков программирования.
Внёс вклад в разработку теории реляционных систем и в разработку теории аппликативных вычислительных систем.
Развил исследования по построению моделей вычислений в декартово замкнутой категории.

## Текущая работа
Профессор кафедры технической кибернетики МИФИ и кафедры физико-технической информатики МФТИ.